# Facilis descensus Averno

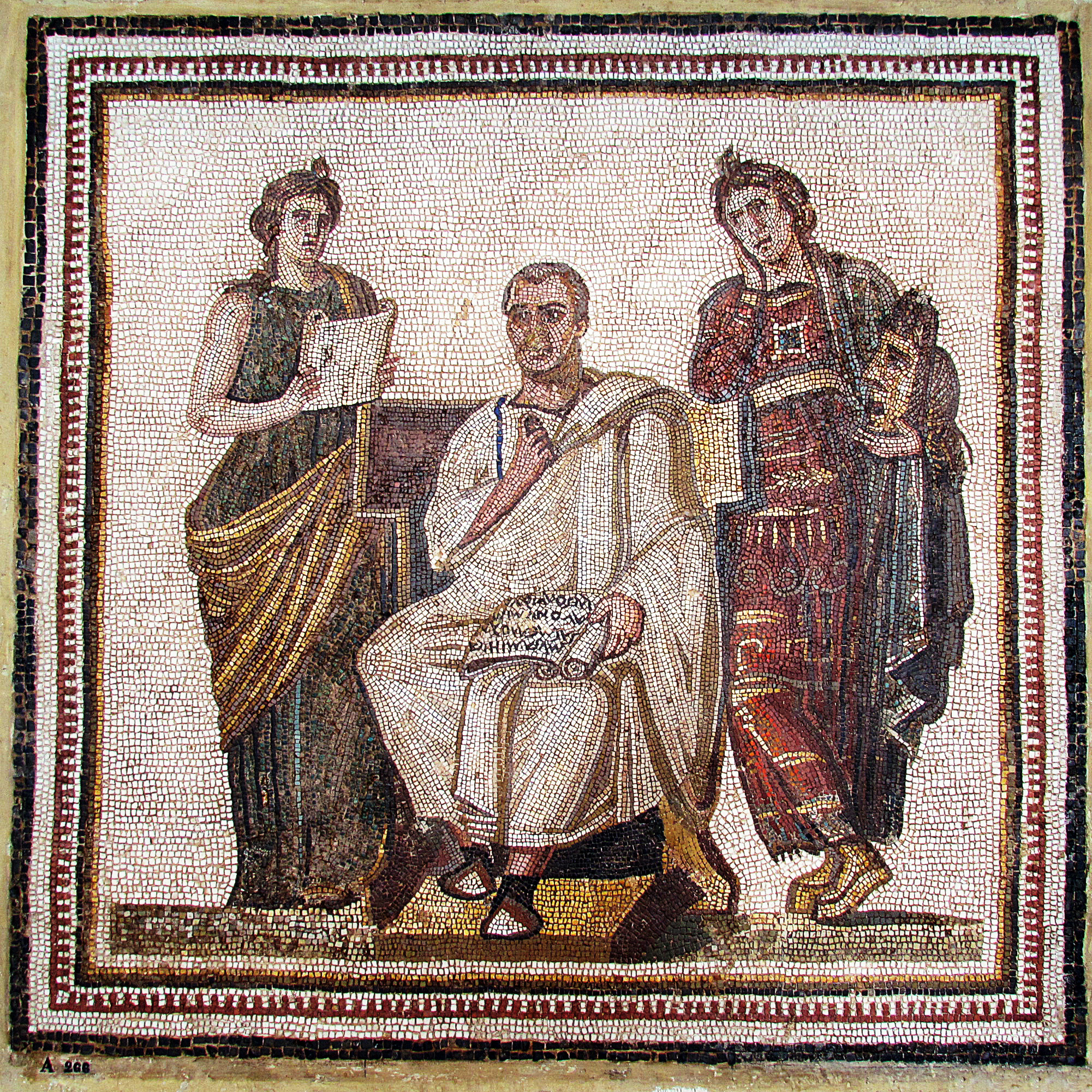
Virgilio con lEneide tra Clio e Melpomene (Museo nazionale del Bardo, Tunisi)

La locuzione latina Facilis descensus Averno, tradotta letteralmente, significa: "È facile discendere all'Averno" (cioè all'inferno, nella religione romana). 
È tratta da Virgilio, Eneide, VI, 126, e viene messa in relazione con l'analoga Hoc opus, hic labor.
Si cita intendendo che è cosa facile imbarcarsi in qualche affare imbrogliato, ma che è difficile uscirne. In altre parole se la discesa è facile, è la salita difficile.
Vi è anche un proverbio italiano che ha qualche affinità con questo: "Nella discesa, tutti i Santi aiutano".